# Alfa Romeo 185T
O 185T é o modelo da Alfa Romeo da temporada de 1985 da F1. Condutores: Riccardo Patrese e Eddie Cheever.
Este foi o último modelo de F1 da Alfa Romeo até o seu retorno oficial, em 2019.

## Resultados[1]
(legenda)
| Ano  | Chassi | Motor                    | Pneus | N° | Pilotos          | 1   | 2   | 3   | 4   | 5   | 6   | 7   | 8   | 9   | 10  | 11  | 12  | 13  | 14  | 15  | 16  | Pontos | Posição  |  |
| ---- | ------ | ------------------------ | ----- | -- | ---------------- | --- | --- | --- | --- | --- | --- | --- | --- | --- | --- | --- | --- | --- | --- | --- | --- | ------ | -------- |  |
|      |        |                          |       |    |                  |     |     |     |     |     |     |     |     |     |     |     |     |     |     |     |     |        |          |  |
|      |        |                          |       |    |                  | BRA | POR | SMR | MON | CAN | USE | FRA | GBR | GER | AUT | NED | ITA | BEL | EUR | RSA | AUS |        |          |  |
| 1985 | 185    | Alfa Romeo 890T V8 Turbo | G     | 22 | Riccardo Patrese | Ret | Ret | Ret | Ret | 10  | Ret | 11  | 9   |     |     |     |     |     |     |     |     | 01     | NC (12º) |  |
| 1985 | 185    | Alfa Romeo 890T V8 Turbo | G     | 23 | Eddie Cheever    | Ret | Ret | Ret | Ret | 17  | 9   | 10  |     |     |     |     |     |     |     |     |     | 01     | NC (12º) |  |

↑1  Da Grã-Bretanha até o final do campeonato, utilizou o 184T.